# Aldershot Narrow Gauge Suspension Railway

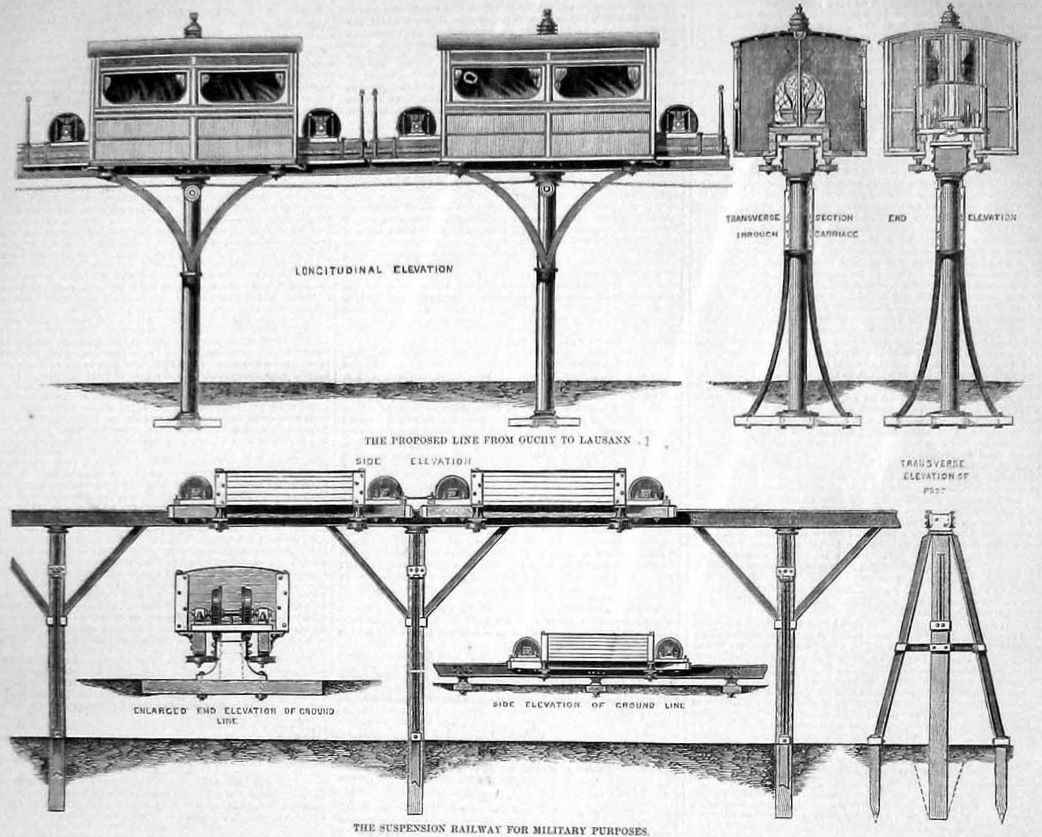
Schmalspur-Schwebebahn, entworfen von J.B. Fell, C.E.

Die Aldershot Narrow Gauge Suspension Railway (englisch für Aldershot-Schmalspur-Schwebebahn) wurde 1872 als experimentelle Kombination aus Schmalspurbahn und Einschienenbahn in der Garnison Aldershot, Hampshire, England, gebaut. Sie basierte auf einem von John Barraclough Fell erfundenen und patentierten Einschienenbahn-System und hatte eine Spurweite von 18 Zoll (457 mm).

## Geschichte

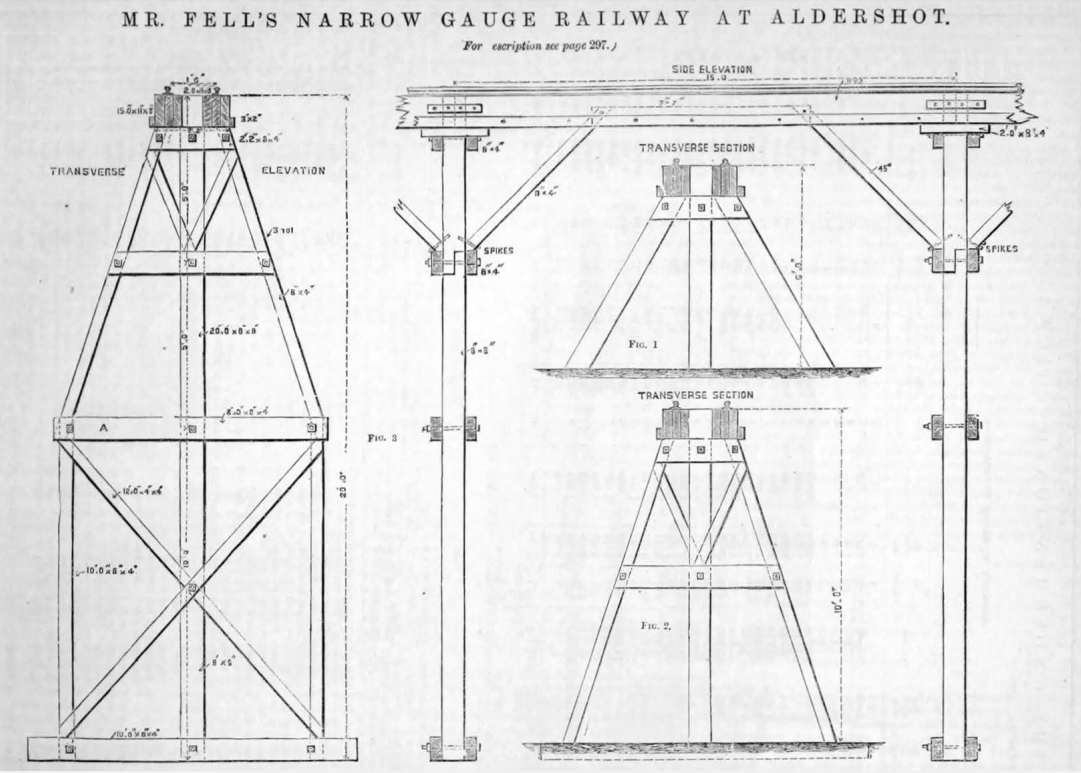
C.B. Fells Schmalspurbahn in Aldershot

Der Unterbau der Schmalspur-Schwebebahn bestand aus einer hölzernen oder metallenen Struktur. Die zwei Längs-Hauptbalken ruhten auf in regelmäßigem Abstand im Erdreich eingebetteten Stützpfeilern, deren untere Enden auf hölzernen Schwellen standen. Sie wurden durch Diagonalstreben versteift. Die Bahn konnte ein bis neun Meter oberhalb des Erdbodens verlaufen und dadurch Höhenunterschiede der landschaftlichen Gegebenheiten ausgleichen. Sie konnte Kurvenradien wie jede andere Bahn durchlaufen.
Auf und an den Längs-Hauptbalken waren vier Schienen angebracht: Zwei an der Oberseite und zwei seitlich. Die Schienen auf der Oberseite waren aus Eisen und konnten mit einer Spurweite von 8 Zoll (200 mm) bis 18 Zoll (457 mm) verlegt werden. Die seitlichen Stützschienen waren entweder aus Holz oder Eisen und waren seitlich auf dem Hauptbalken festgenagelt. Sie stabilisierten die Wagen über deren seitliche Stützräder und verhinderten, dass diese bei Entgleisungen von der Brücke fielen. Die Weichen wurden als Schleppweichen ausgeführt, indem ein sechs Meter langes Stück des Balkens auf Rollen um ein Gelenk geschwenkt wurde.
Personenzüge fuhren mit 32 km/h auf der Strecke, Güterzüge mit Personentransport mit 24 km/h und Güterzüge mit 16 km/h. Die Höchstgeschwindigkeit, die mit Personenzügen erreicht werden konnte, war 48 km/h, und die Personenwagen fuhren dabei so ruhig wie die einer normalspurigen Eisenbahn. Es gab keine merklichen Schwingungen des Unterbaus, und die Vibrationen waren nicht größer als bei zeitgenössischen Eisen- und Holzbrücken.
Im letzten Quartal 1872 wurden Experimente mit der Bahn durchgeführt, die die Ansprüche des Erfinders bestätigten. Die Experimente wurden von einem Komitee von Royal Engineers durchgeführt, das positiv über die Ergebnisse berichtete. Die Erprobung der Bahn wurde als Erfolg gewertet, obwohl Fells ähnlich aufgebaute Yarlside Iron Mines Tramway nicht erfolgreich war und durch eine Normalspurbahn ersetzt wurde. Die Bahn wurde nach Durchführung der Experimente sang- und klanglos abgerissen. Wiederverwendbares Material wurde bei den Schützengraben-Feldbahn-Experimenten in Chatham wiederverwendet.

## Gleisbau

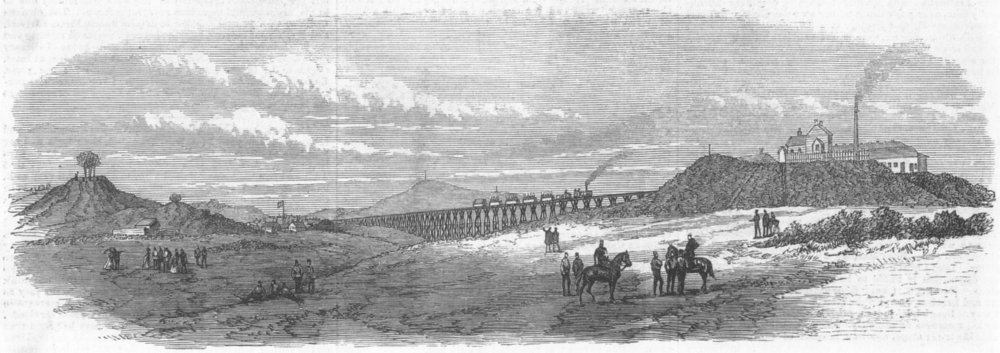
Militär-Schmalspurbahn in South Camp, Aldershot, 1872

Die Schienen wurden mit einer Spurweite von 18 Zoll (457 mm) vom Field Stores Depot zu den Barrack Stores verlegt. Die Bahnlinie war mehr als 1½ Kilometer lang. Etwa zwei Drittel der Strecke verliefen in Kurven mit 60 bis 140 Meter Radius. Es gab eine 235 m lange und 6 bis 7½ Meter hohe Trestlebrücke mit einer Steigung von 1 zu 50. Die seitlichen Stützschienen ruhten auf hölzernen Längsbalken die im Abstand von 3 bis 4½ Meter auf Pfosten aufgelegt waren. Die Stützschienen lagen 12 Zoll (304 mm) unterhalb der Schienenoberkante, so dass die Stabilität der Bahn der einer normalspurigen Strecke entsprach.

## Schienenfahrzeuge

### Lokomotive

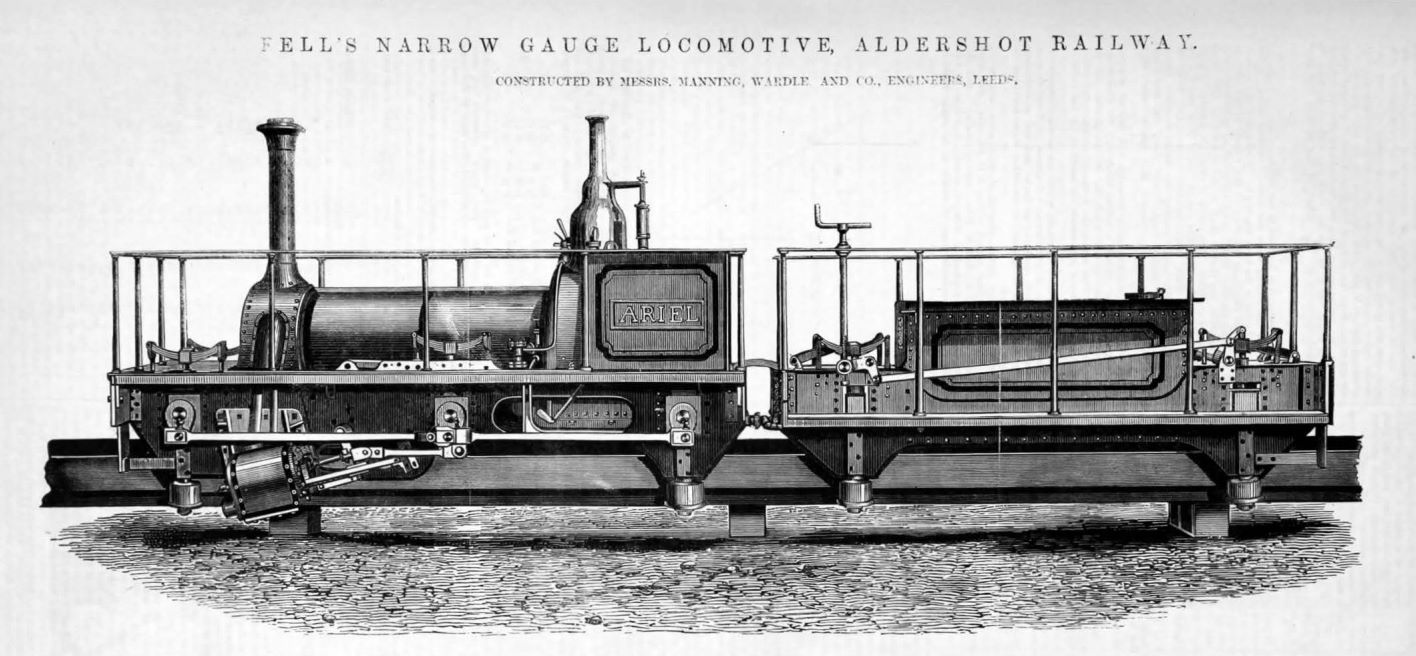
Fells Schmalspurbahn-Lokomotive Ariel, Nr. MW 412, von Manning, Wardle & Co., Leeds für die Aldershot Narrow Gauge Suspension Railway gebaut

Manning, Wardle & Co. in den Boyne Engine Works, Leeds konstruierten und bauten eine Speziallokomotive nach einem Konzept von J.B. Fell. Sie musste militärischen und anderen Ansprüchen genügen. Die Lokomotive wog 4½ t und der Tender 3½ t mit Kohle und Wasser. Sie hatte drei gekuppelte Antriebsachsen mit jeweils 16 Zoll (406,4 mm) Durchmesser. Außerdem hatte sie vier horizontale Stützräder, die sich an den seitlichen Schienen abstützen konnten, die am unteren Ende des Trägers angebracht waren. Die Zylinder der Prototyp-Dampflok lagen aufgrund einer Fehlkonstruktion zu tief, so dass diese bei einer weiteren Lok in einer höheren Position eingebaut wurden.

### Wagen
Die Wagen hingen an zwei Achsen, die nicht unter dem Wagen, sondern an dessen Stirnseiten angebracht waren, so dass die Ladefläche nur 3 Zoll (76,2 mm) oberhalb der Schienenoberkante lag, und somit einen sehr tiefen Schwerpunkt ermöglichte. Mit dieser Bahn konnte prinzipiell militärischer Nachschub in ausreichender Menge transportiert werden, einschließlich 7 t schwerer Feldkanonen.
Die Wagenkästen waren 8 Fuß (2,5 m) lang, 5 Fuß (1,5 m) breit und 2 Fuß (0,6 m) tief und waren für den Transport von 3 t Ladung oder von 300 bis 400 Kubikfuß (8,5 bis 11,3 m³) Schüttgut ausgelegt.